# Años 1770
Los años 1770 fueron un decenio que comenzó el 1 de enero de 1770 y finalizó el 31 de diciembre de 1779.

## Acontecimientos

### 1770
- Masacre de Boston.
- James Cook funda la ciudad de Sídney en Nueva Holanda (Australia).

### 1771
- Publicación de la 1.ª edición de la Gramática de la lengua española de la que influyo en el romanticismo Real Academia Española (RAE).

### 1772
- Primer reparto de Polonia entre Rusia, Prusia y Austria.
- Abolición de la esclavitud en Inglaterra.

### 1773
- James Cook se convierte en el primer explorador europeo en cruzar el círculo polar ártico.
- El papa Clemente XIV ordena la disolución de la Compañía de Jesús.
- En Boston (Estados Unidos) se produce el Boston Tea Party (Motín del té).

### 1774
- Luis XVI sucede a Luis XV como rey de Francia.

### 1775
- Pío VI sucede a Clemente XIV como papa.
- Inicio de la Guerra de Independencia de los Estados Unidos.

Se creó el primer respirador.

### 1776
- Firma de la Declaración de Independencia estadounidense.
- El rey Carlos III crea el Virreinato del Río de la Plata (Argentina y Uruguay).
- Firma del tratado de San Miguél de la Atalaya.

### 1777
- Benjamin Franklin, en calidad de representante de las colonias, viajó a Francia en diciembre de 1777 en busca de ayuda estratégica y militar.

### 1778
- James Cook descubre las islas Hawái.

### 1779
- Se firma el Tratado de Aranjuez: el rey de España Carlos III declara la guerra al Reino Unido y se alía con Francia y Estados Unidos.
- El fisiólogo neerlandés Jan Ingenhousz descubre la fotosíntesis.
- Se construye en Reino Unido el primer puente de hierro de la historia.

## Personas destacadas
- Ludwig van Beethoven, músico alemán (1770-1827)
- Joseph-Louis Gay-Lussac, físico francés (1778-1850)
- Juan Bautista Arizmendy, venezolano (1770-1841)
- James Cook, navegante, explorador y cartógrafo británico.